# Josep Bragulat
Josep Bragulat (Barcelona) fou un sindicalista català del segle xix.
Va treballar com a filador i participà en l'organització de les agrupacions obreres del tèxtil del Principat després de la revolució de 1868 i intervingué en les negociacions de la vaga de les 15 setmanes l'any 1871 a Vilanova i la Geltrú. Fou elegit president de la Federació de les Tres Classes de Vapor a la darreria de 1871, i reelegit en el congrés del 4 i 5 de febrer de 1872. Participà en el segon congrés de la FRE de l'AIT a Saragossa del 4 a 8 d'abril de 1872. Com a representant la secció de filats formà part del Consell de la Unió Manufacturera, elegit en el congrés celebrat a Barcelona del 7 al 8 de maig de 1872. Després la Unió Manufacturera celebrà un segon congrés a Barcelona del 2 al 4 d'agost de 1872, i Bragulat va ser reelegit. El maig de 1873 es declarava pura i decididament partidari del socialisme més revolucionari, el socialisme internacional. El 1876 participà en la reconstitució del Centre Federal de Societats Obreres de Barcelona. Fou membre de la comissió, creada a principi de 1880, embrionària del Partit Democràtic Socialista Obrer. El 1882 era el Representant general de les Tres Classes de Vapor. Col·laborà en la revista El Obrero.